# Kick in the Teeth
«Kick in the Teeth» —en español: «Golpe en el diente»— es una canción de la banda estadounidense de rock alternativo Papa Roach. Fue lanzado como primer sencillo de su álbum Time For Annihilation, el 22 de junio de 2010. 

## Vídeo musical
El video de "Kick In The Teeth" fue dirigido por Shane Drake y estrenado el 15 de junio de 2010. El vídeo se trata sobre que el cantante de la banda Jacoby Shaddix es golpeado por la gente sin razón alguna y al final lo tratan de atropellar pero igual se levanta y sigue caminando.

## Lista de canciones
| Descarga digital |                     |          |  |
| N.º              | Título              | Duración |  |
| 1.               | «Kick In The Teeth» | 3:11     |  |

| Promo Single |                                       |          |  |
| N.º          | Título                                | Duración |  |
| 1.           | «Kick In The Teeth» (Álbum Versión)   | 3:13     |  |
| 2.           | «Kick In The Teeth» (Alternative Cut) | 3:15     |  |

## Posicionamiento en listas
| Lista (2010)                            | Mejor posición |
| --------------------------------------- | -------------- |
| Estados Unidos (Alternative Songs)      | 18             |
| Estados Unidos (Mainstream Rock Tracks) | 2              |
| Estados Unidos (Rock Songs)             | 6              |